# Інтенсифікація видобутку природного газу
Інтенсифікація видобутку природного газу

## Способи збільшення дебіту: загальний опис
Дебіт окремих свердловин можна значною мірою збільшити за рахунок як впровадження методів інтенсифікації припливу газу, так і поліпшення техніки і технології розкриття пласта удосконаленням обладнання, яке використовується при експлуатації свердловин.
Методи інтенсифікації припливу газу до вибою свердловини і обмеження на їх застосування
- гідравлічний розрив пласта (ГРП) і його різні варіанти: багаторазовий ГРП, спрямований ГРП, ГРП на солянокислотній основі тощо;
- солянокислотна обробка і її варіанти;
- гідропіскоструминна перфорація й її поєднання з ГРП і солянокислотною обробкою.

Методи інтенсифікації не рекомендується проводити в свердловинах з порушеними експлуатаційними колонами; з колонами неякісно зацементованими; в свердловинах, які обводнились або в тих, які можуть обводнитись після проведення в них робіт по інтенсифікації; в приконтурних свердловинах і в свердловинах, що розкрили малопотужні (2 — 5 м) водоплавні поклади.
Роботи з інтенсифікації на газових родовищах, як правило, починають тоді, коли родовище вступає в промислову розробку. Більш раціонально їх проводити на стадії розвідки й дослідно-промислової експлуатації.
Заходи з розкриття пласта й освоєння свердловин
- буріння горизонтальних свердловин;
- буріння свердловин з кущовими вибоями;
- застосування безглинистих розчинів при розкритті продуктивної товщі;
- розкриття продуктивних горизонтів з продувкою вибою газом або повітрям;
- залучення верхніх, продуктивних горизонтів без глушіння свердловини.

Способи вдосконалення техніки експлуатації свердловин
- роздільна експлуатація двох об'єктів однією свердловиною;
- ежекція низьконапірного газу високонапірним;
- застосування плунжерного ліфта для видалення з вибою води;
- подача на вибій поверхнево-активних речовин для очищення свердловин від води, що надходить із пласта;
- удосконалення конструкції підземного обладнання в корозійних свердловинах і установка в них розвантажувальних якорів, пакерів, глибинних клапанів для введення інгібіторів у фонтанні труби, комбінування труб різного діаметра тощо.

### Використання горизонтальних свердловин
Недоліки розкриття похило-спрямованими свердловинами (ПСС).
У ряді випадків розкриття пластів похило-спрямованими свердловинами призводить до отримання низьких дебітів, швидкого обводнення свердловин, незначного коефіцієнта вилучення, а також до деформації й руйнування привибійної зони при створенні депресії вищої від допустимої з метою отримання високих дебітів.
Використання ПСС малоефективне при розробці родовищ з незначною товщиною пласта, низькою проникністю, з наявністю, переважно, вертикальних тріщин, підошовної води, нафтової облямівки, а також при освоєнні деяких шельфових родовищ.
Позитивні фактори горизонтального буріння і його доцільність: — значно підвищується відбір; — створюється нова геометрія дренування пласта; — зростає продуктивність при наявності вертикальних тріщин; — створюються умови експлуатації, при яких підвищується компонентовіддача малопотужних пластів; — стає рентабельною розробка низькопродуктивних і, практично, виснажених пластів.
Так, наприклад, застосування горизонтальних свердловин до-зволяє: збільшити коефіцієнт вилучення нафти мінімум на 5 %; зменшити товщину продуктивного пласта до 6 м.
Крім перерахованих вище причин слід відзначити, що при наявності горизонтального стовбура роботи по інтенсифікації припливу можуть дати більший ефект, ніж у вертикальних свердловинах, так як по довжині горизонтального стовбура можна провести кілька операцій з гідророзриву, зробити їх селективно або послідовно, починаючи від кінця горизонтального стовбура.
Для тріщинуватих колекторів стовбур горизонтальної свердловини може бути орієнтований з урахуванням головних напрямків тріщин.
Буріння горизонтальних свердловин дає можливість за рахунок значного збільшення площі контакту стовбура з породою істотно знизити величини депресії на пласт з отриманням економічно прийнятних дебітів при незначній потужності пластів та наявності підошовної води. Доцільне буріння горизонтальних свердловин і при розробці обмежених лінзоподібних пластів, а також при розкритті незцементованих і нестійких до руйнування пластів.
Причини низької ефективності горизонтальних свердловин.
Зниження ефективності викликається: кольматацією привибійної зони; неточністю попадання стовбурів у продуктивні пласти (через недосконалість техніки буріння); поганим освоєнням стовбурів; відсутністю герметичності в зонах відгалужень і можливості роз'єднання стовбурів для селективного впливу на пласт; міжремонтними періодами всих видів глибинно-насосних установок.

### Кислотна обробка привибійної зони

#### Області застосування кислотної обробки
Кислотні обробки свердловин застосовуються в наступних випадках: — для обробки вибою й привибійної зони пласта газових свердловин на родовищах з карбонатними й теригенними колекторами з метою збільшення їх дебітів; — для обробки поверхні вибою з метою видалення глинистої кірки, як самостійної, так і підготовчої операції перед здійсненням інших процесів (кислотної обробки привибійної зони, гідравлічного розриву пласта); — при наявності слабкопроникних доломітів, погано розчинних у холодній соляній кислоті, проводиться обробка вибою й привибійної зони термокислотним методом.

#### Види кислотних обробок
Серед методів інтенсифікації припливу газу до свердловини масове застосування отримали солянокислотна й глинокислотна обробки.
Солянокислотна обробка. Галузь застосування. Застосовується, якщо пласт представлений карбонатними породами — вапняками й доломітами.
Хімічна сутність методу. Даний метод заснований на здатності соляної кислоти (HCl) вступати в реакцію з карбонатними породами з утворенням солей (хлористий кальцій і магній), води й вуглекислого газу. Отримана сіль розчиняється в воді кислотного розчину, до якої додається вода, утворена при реакції. Швидкість реакції залежить від температури й тиску — підвищення тиску й зниження температури зменшують швидкість реакції.
Склад кислоти. Для обробки свердловин застосовується інгібо-вана концентрована соляна кислота зі спеціальними домішками для зниження корозійної дії на метал. У ряді випадків до кислотного розчину додають так звані «кислотні стоки», що містять оцтову кислоту. Кислотні стоки є виробничими відходами, й їх використання знижує витрати на кислотну обробку. Оцтова кислота, як і соляна, вступає в реакцію з карбонатами з утворенням вуглекислого газу, води й Са(СН3СОО)2. При цьому треба мати на увазі, що зі збільшенням температури розчинність Са(СН3СОО)2 у воді зменшується.
Глинокислотна обробока. Галузь застосування. Глинокислотна обробка проводиться в теригенних (піщано-глинистих) колекторах з низьким вмістом карбонатних порід. Глинокислота являє собою суміш соляної й фтористоводневої (флуористоводневої, плавикової) кислот.
Хімічна сутність методу. Плавикова кислота руйнує силікатні породоутворюючі мінерали: алюмосилікати глинистого розчину (каолін), які проникли в пласт при бурінні, й кварцовий мінерал (кварц). Плавикова кислота зберігається в ємностях зі свинцю, воску, парафіну, ебоніту тощо, оскільки скло й кераміка розкладаються цією кислотою. Другий компонент глинокислоти соляна кислота — істотно впливає на ефективність обробки. При глинокислотній обробці виділяється газоподібний SiF, який утворює з водою кремнієву кислоту. У нейтральному середовищі кремнієва кислота випадає в вигляді драглистоподібного гелю й може закупорити пласт. Наявність соляної кислоти запобігає випадінню гелю, тому що в кислому середовищі кремнієва кислота знаходиться в розчиненому вигляді. Крім того, соляна кислота переводить менш розчинну сіль AlF3 в добре розчинну сіль AlCl3. Якщо пласт представлений не лише глинизованими пісковиками, а містить і карбонати, то при взаємодії карбонатів з плавиковою кислотою утворюється нерозчинна сіль CaF2, яка випадає в осад.
При глинокислотній обробці слід уникати тривалого контакту кислоти з металом труб.
Дворастрова обробка. Якщо пісковики зцементовані карбонатами, то спочатку треба провести солянокислотну обробку, а потім — глинокислотну. Дворастрова обробка проводиться в двох варіантах: — закачуванням соляної кислоти в об'ємі, який у 2,5 — 3,0 рази перевищує об'єм вуглекислоти, з метою ліквідації утворених осадів фтористих магнію й кальцію; — закачуванням соляної кислоти з подальшим видаленням продуктів реакції, а потім проведенням робіт згідно з першим варіантом.
При дворастровій обробці пласта швидкість закачування, особливо соляної кислоти, повинна бути мінімальною.

#### Способи проведення кислотних обробок
Існує чотири способи проведення кислотних обробок: кислотна ванна, проста, масована й спрямована кислотна обробка, а також гідрокислотний розрив пласта. Вибір виду обробки залежить від мінерального складу й властивостей пласта, мети та черговості проведення кислотної обробки.
Кислотна ванна. Кислотна ванна проводиться для очищення вибою від глинистої кірки. Кислотна ванна може проводитися без тиску й під тиском. Без тиску кислотна ванна проводиться наступним чином: свердловина ретельно промивається водою, водним розчином ПАР, конденсатом тощо, потім кислотний розчин закачується в інтервал розкриття свердловини. Після реакції свердловина знову промивається. Якщо кислотна ванна проводиться в заповненій газом свердловині, то необхідний об'єм розчину закачується в насосно-компресорні труби, а потім гирло свердловини з'єднують із затрубним простором. Після закінчення робіт свердловина продувається на факел.
Кислотна ванна під тиском проводиться в свердловинах, заповнених рідиною. У цьому випадку технологія аналогічна технології кислотної обробки.
Проста кислотна обробка. Проста кислотна обробка проводиться для впливу на пласт кислотою в радіусі зони проникнення промивальних рідин або їх фільтрату в наступній послідовності. Спочатку промивають вибій з метою попереднього очищення. Потім проводять кислотну ванну для видалення глинистої кірки, після чого вибій знову промивають. Далі закачують у пласт запланований об'єм кислоти. Після витримки необхідного часу для реакції кислоти з породою свердловину освоюють.
Масована кислотна обробка. Масована кислотна обробка відрізняється від простої тим, що об'єм кислотного розчину, який закачується в пласт, повинен забезпечити кислотою зони радіусом у десятки метрів. Технологія аналогічна технології простої обробки.
Спрямована кислотна обробка. Спрямована кислотна обробка проводиться тоді, коли з усієї розкритої товщини необхідно обробити певний інтервал.
Технологія проведення кислотної обробки наступна. Після заглушення свердловини підошву фонтанних труб встановлюють біля підніжжя запланованого до обробки інтервалу. Потім заповнюють продуктивну частину свердловини й фонтанні труби рідиною з низькофільтаційними властивостями. Продавлюють в'язку рідину кислотним розчином через фонтанні труби при відкритій засувці затрубного простору. Кислотний розчин закачується до заповнення фонтанних труб і стовбура свердловини в обраному для обробки інтервалі. Розрахункова кількість кислоти закачується в пласт при закритій засувці затрубного простору в'язкою рідиною з низькофільтраційними властивостями. Витримують необхідний час для реакції кислоти з породою, а потім в'язку рідину заміщують промивальною і свердловину освоюють.
Спрямовану кислотну обробку можна проводити шляхом виділення інтервалу для обробки здвоєними пакерами, ізоляції нижче інтервалу обробки піщаною пробкою, а зверху — пакером, стимулювання поглинання кислотного розчину тиском, створюваним струминними перфораторами.
Гідрокислотний розрив пласта. Якщо при проведенні кислотної і глинокислотної обробки не отримана істотна інтенсифікація припливу газу до свердловини, то проводять гідрокислотний розрив пласта.

#### Технологія проведення кислотних обробок
Відмінності з кислотною обробкою нафтових свердловин. Газоносні колектори не покриті плівкою нафти, і тому кислота вступає в реакцію, як тільки потрапляє в пласт. Реагуючи з породою й розширюючи порові канали, вона під дією власної ваги просувається вниз, наближаючись до газоводяного контакту. Тому час реакції кислоти в газоносних колекторах значно менший, ніж у нафтових. Якщо виникає необхідність закачати кислоту у газоносний пласт якнайдалі від стовбура свердловини, наприклад при солянокислотному розриві, необхідно спочатку закачати екрануючу рідину. Аналогічного результату із закачування кислоти в пласт на велику відстань від стовбура можна домогтися при використанні гасо-кислотних або конденсато-кислотних емульсій. Такі емульсії гідрофобні, а газоносні вапняки, особливо при відсутності нафтових облямівок, дуже погано приймають гідрофобні рідини, навіть менш в'язкі, ніж емульсії. Тому емульсія не фільтрується крізь стінки тріщини, а реагує безпосередньо на стінках до тих пір, поки вся кислота не прореагує. Потім вона розпадається на рухливі компоненти. Як емульгатор застосовують поверхнево-активні речовини. Втрата в'язкості після реакції сприяє очищенню пласта й тріщин від закачаних у них рідин.
Вплив тиску закачування. Найважливішим параметром при проведенні солянокислотної обробки є тиск, при якому кислота подається в пласт, тому що він сприяє розкриттю мікротріщин і тріщин, отриманих при гідророзриві пласта. Цей тиск визначається наступним чином. Якщо кислота подається в пласт через порові канали, то вона закачується в насосно-компресорні труби з максимально можливою швидкістю до тих пір, поки тиск на гирлі не почне збільшуватися. Потім темп закачування знижують так, щоб не допустити різкого зростання тиску й не пропустити того моменту, коли пласт при певному його сталому значенні не почне приймати кислоту. Після цього тиск підтримується на постійному рівні, змінюючи темп подачі кислоти в свердловину. Якщо кислота подається в пласт через систему мікротріщин, то після того як визначено момент початку приймальності пласта, тиск повільно збільшується до тих пір, поки він не встановиться на якомусь певному рівні. При цьому приймальність свердловини різко зростає, оскільки тріщини розкриваються. Подальше закачування кислоти необхідно проводити в режимі, який забезпечує отриманий тиск і приймальність. При малих тисках солянокислотні обробки неефективні й часто супроводжуються появленням у свердловині пластової води.
Вплив швидкості закачування. Якщо швидкість закачування невелика, то основна маса кислоти реагує в безпосередній близькості від стовбура й у віддалені ділянки вона потрапляє в значній мірі прореагована, не здатна ефективно впливати на пласт. Кислота набагато швидше реагує з породою в русі, так як при цьому відбувається відведення продуктів реакції від місця реакції. Тому при невеликих швидкостях солянокислотні обробки малоефективні, особливо в пластах великої товщини.

### Гідравлічний розрив пласта

#### Вибір об'єкта для ГРП
Необхідний комплекс даних. При виборі пласта для проведення ГРП необхідно мати комплекс даних промислово-геофізичних досліджень свердловин; дебітограм, даних про колекторські властивості пластів (проникність, пористість, склад глинистого матеріалу й цементу).
Крім того, необхідно знати: властивості промивальної рідини, яка застосовується при розкритті; потужність пласта-колектора; відстань від свердловини до контуру живлення й відстань від нижніх перфораційних отворів до газоводяного контакту; пластовий тиск, залишкові запаси газу.
Сприятливі об'єкти для ГРП. ГРП проводять у міцних малопроникних і щільних тріщинуватих вапняках і доломітах, тріщинуватих гідроангідритових товщах; міцних піщано-глинистих або карбонатно-глинистих породах, які переслоюються тощо.
Найбільш сприятливими об'єктами є продуктивні пласти, що знаходяться в початковій стадії розробки, які характеризуються низькою проникністю (менше 0,1 Д), високим пластовим тиском, близьким до початкового. Сприятливими об'єктами можуть бути й високопроникні пласти, що знаходяться в тривалій розробці, але містять великі запаси газу.
При експлуатації покладу пластового типу ГРП можна проводити в будь-яких свердловинах, якщо поклад працює в газовому режимі.
Несприятливі умови для ГРП. Якщо спостерігається рух ГВК, то в усіх свердловинах крайнього ряду ГРП проводити не можна.
На покладах водоплаваючого типу при виборі свердловини для гідророзриву слід враховувати відстань до ГВК.

#### Технологія проведення та ефективність ГРП
Коефіцієнт прийняття. До початку ГРП необхідно дослідити свердловину. Після її підготовки та обв'язки обладнання визначають коефіцієнт прийняття. Для цього спочатку одним агрегатом, а потім усіма закачують рідину до стабілізації тиску в кожному випадку. Загальна кількість рідини повинна бути по можливості мінімальною. Коефіцієнт прийняття визначають за формулою: K=144V/tp,
де V ‒ об'єм закачаної рідини в м3;
t ‒ час закачування в хв;
p ‒ тиск закачування в МПа.
Зміна K при закачуванні рідини усіма агрегатами порівняно з величиною, отриманою при закачуванні одним агрегатом, свідчить про розкриття однієї або декількох тріщин у пласті.
Технологія проведення ГРП. При необхідності проведення багаторазового розриву пласта після першого розриву закупорюють тріщини, що утворилися матеріалами, які легко вилучаються або піском. Пісок закачують лише при отриманні істотного підвищення коефіцієнта прийняття не менше ніж у 1,5 рази, що свідчить про розкриття тріщин.
Спочатку подають пісок з невеликою концентрацією. При відсутності будь-яких ускладнень у роботі наземного обладнання концентрацію піску збільшують до розрахункової (в межах 100 ‒ 350 г/л рідини). Якщо рідиною пісконосіїв використовують низьков'язку рідину, то закачування й продавлювання піску в тріщину слід проводити з максимально можливою швидкістю. При цьому для більш точного регулювання концентрації піску один з агрегатів подає чисту рідину. Цей агрегат запобігає утворенню піщаної пробки на вибої свердловини.
При неполадках з агрегатами припиняють подачу піску в рідину й продовжують закачування чистої рідини робочими агрегатами до тих пір, поки в свердловину не буде закачано об'єм чистої рідини, рівний об'єму насосно-компресорних труб (НКТ) і зумпфа. При несправності пакера припиняють закачування піску, на бічному відводі хрестовини відкривають засувку, промивають свердловину до виходу на поверхню чистої рідини, демонтують гирло і піднімають насосно-компресорні труби з пакером на поверхню для його ремонту. Закачавши пісок у тріщину, агрегати зупиняють. Після зниження тиску на гирлі до нуля стовбур промивають для видалення залишків піску з вибою й насосно-компресорних труб.
Після проведення ГРП свердловину плавно освоюють, продувають до сухого газу й досліджують. З порівняння даних дослідження до й після ГРП визначається його ефективність, яка в подальшому уточнюється в процесі експлуатації.
Витрата й фракційний склад піску. Витрата піску на одну тріщину становить не менше 406 т. Хороші результати дають кварцові піски: фракції 1,2 — 1,5 мм.
Ефективність ГРП. Ефективність ГРП визначається двома параметрами: економічною й гідродинамічною ефективністю. Економічна ефективність визначається зменшенням собівартості додаткового газу порівняно з плановою, а також продовженням терміну безкомпресорної експлуатації родовища. На родовищах, що вводяться в розробку економічна ефективність визначається різницею витрат на проведення ГРП і на буріння зекономлених свердловин.
Гідродинамічна ефективність визначається зміною коефіцієнтів А і В у рівнянні припливу газу. Зменшення коефіцієнта А є показником збільшення проникності привибійної зони пласта.

#### Види ГРП
Направлений ГРП. Рекомендується проводити в вапнякових по-родах. При цьому в тріщини пісок не закачується, а в свердловини закачується крейдяний розчин з фракцією крейди до 0,5 мм.
У наміченому інтервалі за допомогою гідропіскоструминного перфоратора нарізають вертикальні й горизонтальні щілини (залежно від бажаного спрямування майбутніх тріщин).
Як рідину розриву використовують гасо-кислотну або конденсато-кислотну емульсію, які розчиняють карбонатні породи на поверхні тріщин і розширюють їх. Для вапняків час реакції емульсії повинен бути не меншим доби, а для карбонатних порід з меншою розчинністю ‒ 2 ‒ 3 доби.
Поінтервальний направлений ГРП «знизу-вгору». При поінтервально-направленому гідророзриві способом «знизу-вверх» спочатку по каротажній діаграмі намічають інтервали розриву. У заповнену крейдяним розчином свердловину спускають НКТ з гідропіскоструминним перфоратором. Нижній інтервал перфорують у трьох положеннях перфоратора, повертаючи його кожен раз на 300. Перфораційні канали розташовуються в одній площині. Потім НКТ з перфоратором піднімають на поверхню, а в свердловину спускають насосно-компресорні труби з пакером, який встановлюють вище проперфорованого інтервалу.
Проводять гідророзрив пласта в надрізаному інтервалі. Після цього НКТ з пакером піднімають на поверхню, а в свердловину опускають НКТ з перфоратором, щоб провести перфорацію другого знизу вибраного для ГРП інтервалу. Описані операції повторюють для всіх вибраних інтервалів.
Після закінчення поінтервального ГРП свердловину промивають і спускають насосно-компресорні труби до вибою. Потім її освоюють і продувають. З метою видалення із пласта крейдяного розчину проводять соляно-кислотну обробку. Об'єм закачуваної кислоти береться рівним поглинутому об'єму крейдяного розчину. Через 5 ‒ 6 годин свердловину знову освоюють і продувають. Потім свердловину передають у експлуатацію.
Поінтервальний направлений ГРП «згори-вниз» відрізняється тим, що спочатку обробляється верхній інтервал, потім другий зверху (перший при цьому розташовується вище пакера) тощо до самого нижнього інтервалу.
Ненаправлений багаторазовий ГРП. Технологія проведення ненаправленого багаторазового ГРП наступна. Спочатку проводять простий ГРП. Після закачування піску в перші порції протискувальної рідини вводиться закупорювальний матеріал ‒ гумові або капро-нові кульки, гумовий дріб, крупна дубова тирса, а також суміш 3%-го водного розчину КМЦ в'язкістю 90 сП з крейдою. На 100 л такої суміші потрібно 30 кг крейди фракції 5 ‒ 7 мм і 100 кг крейди фракції меншої 5 мм. Закупорювальний матеріал закачують у кількості необхідній для перекриття перфорованої ділянки колони в інтервалі 2 ‒ 2,5 м.
За допомогою зазначених речовин перекривають гирло тріщини й у свердловині, знову, проводиться гідророзрив в іншому інтервалі.
Розрив проводиться також звичайним способом, і після його за-кінчення в свердловину знову вводять закупорювальний матеріал. Перекривши гирло другої тріщини, знову проводять ГРП і т. ін.
Описаний спосіб не вимагає спеціальних робіт по перфорації колони й додаткових робіт по спуску й підйому НКТ, але при цьому місце розташування тріщин некероване.

#### Умови проведення ГРП
ГРП у малопотужних, піщано-глинистих породах. У пластах, представлених піщано-глинистими породами, що перешаровуються, мають невелику потужність ‒ менше 20 м, рекомендується проводити одноразовий направлений розрив або багаторазовий ненаправлений.
ГРП при відсутності підошовної води. Якщо в покладі підошовна вода відсутня, то краще проводити направлений (спрямований) вертикальний ГРП.
ГРП у не зацементованих свердловинах. Якщо нижня частина обсадної колони була перфорована на поверхні й при установці в свердловину не цементувалась, то практично можна провести тільки одноразовий ненаправлений гідророзрив.
ГРП у пластах великої потужності теригенних, перешарованих порід. У пластах великої потужності, представлених теригенними, перешарованими породами, як правило проводиться вибірковий направлений (спрямований) багаторазовий ГРП способом «знизу-вгору».
ГРП у тріщинуватих колекторах. У тріщинуватих колекторах великої потужності застосовують направлений (спрямований) багаторазовий ГРП з розрахунку одна тріщина на 25 ‒ 35 м потужності пласта.
ГРП у водоплаваючих покладах. У водоплаваючих покладах застосовують лише горизонтально орієнтовані ГРП за технологією, яку допускає конструкція свердловини.
Вертикальний ГРП. Вертикальний ГРП можна проводити лише в свердловинах з неперфорованою колоною.

### Інтенсифікація припливу газу і конденсату акустичною дією на привибійну зону пласта
Хвильові (акустичні) технології багатофазних систем можна застосовувати для інтенсифікації технологічних процесів при видобутку газу, зокрема, для збільшення газо- і конденсатовіддачі, підвищення дебіту газу та проникності пласта, руйнування і винесення піщаних корків і рідини з вибою свердловин (інтенсифікації газліфту). При роботі газових і газоконденсатних свердловин виникає додатковий опір, пов'язаний з наявністю рідини на вибої, і початковий фільтраційний опір (ПФО) у привибійній зоні пласта.
Для подолання або зниження ПФО можна використати хвильові (акустичні) впливи (АВ) на привибійну зону пласта. За допомогою циклічних вібраційних АВ змінюється вплив капілярних процесів і пружності пласта на фільтраційні процеси. АВ також сприяють вилученню конденсату, що випав, при розробці газоконденсатних родовищ на виснаження, а також реформуванню покладів. Таким чином на газових і газоконденсатних свердловинах можна подолати ПФО за допомогою акустичного (вібраційного) впливу на привибійну зону пласта. Одночасно АВ на вибій дозволяє видаляти рідинні і піщані корки із вибою свердловин.
Виникнення природних акустико-гідродинамічних коливань на вибої при режимах Q > Qкр при відповідній потужності АВ сприяє зниженню ПФО. При поширенні акустичних хвиль по насичених пористих середовищах фазова швидкість значно перевищує швидкість хвиль фільтрації, що виникають при циклічних впливах.
Інтерес до швидкоплинних хвильових процесів виник, виходячи із практичних завдань підвищення нафтогазовидобутку. На практиці у деяких випадках із їх допомогою вдається досягти істотного збіль¬шення припливу рідин або підвищення приймальності нагнітальних свердловин, але у деяких випадках ефект від акустичних і вібраційних впливів не проявлявся. Тому підбір параметрів впливів (частот, амплітуд тощо) здійснюється експериментальним шляхом.
Процес поширення хвиль супроводжується нелінійними резо-нансними ефектами, характерними для насичених середовищ.
Дослідженнями встановлено, що для дуже вузьких каналів і хвиль, частоти яких істотно нижчі від ультразвукових, можливе виникнення надзвичайно потужних односторонньо спрямованих течій. Наприклад, якщо фазова швидкість поширення хвилі по стінках трубки збігається із швидкістю поширення поздовжніх хвиль у насичених пористих середовищах (≈ 3000 м/с), а амплітуда становить лише 104 D, де D  діаметр трубки, що має порядок діаметра пор у пористих середовищах (10 мкм), то швидкість додаткової течії становить приблизно 0,5·102 м/с, що на кілька порядків перевищує швидкість фільтрації під дією постійного перепаду тисків.
Хвильову технологію можна також використовувати коли нафта, газ, конденсат і вода у порах утворюють так звані «бісерні» структури високої дисперсності, що призводить до утворення ПФО. При цьому визначального впливу на рух газу і рідин у порах надають капілярні сили.
Для успішного застосування хвильової технології у процесах видобутку газу необхідно провести попередній ретельний аналіз усіх чинників і провести обчислення для встановлення параметрів зовнішніх впливів, що забезпечують оптимальний ефект.
Значна кількість газу і нафти на пізній стадії розробки знаходиться у вигляді ціликів, тому проблема залучення ціликів у процес руху у пласті має важливу актуальність.

#### Методи вібросейсмічного впливу на привибійну зону свердловин
Вібровплив на привибійні зони свердловин здійснюється вібросейсмічними низькочастотними акустичними (20 Гц  20 кГц) та ультразвуковими методами імпульсної разової дії. Серед вібросейсмічних методів найбільше застосовуються впливи на привибійну зону пороховими газами, електрогідравлічними ударами, миттєвими депресіями тощо.
Електрогідравлічна дія полягає у створенні імпульсів тиску у пласті шляхом імпульсного електричного розряду у свердловинній рідині.
До вібросейсмічних методів імпульсної дії відносяться також електричний розряд у свердловинній рідині, який являє собою вибух, що супроводжується виділенням великої кількості енергії у малому об'ємі каналу розряду. Канал електричного розряду утворюється під дією високої електричної різниці потенціалів між двома електродами. Зазвичай використовується електрична напруга від 10 до 70 кВ. Потужність сучасних розрядів до 100 мВт при струмах до 250 кА. Для потужного розряду швидкість збурення на поверхні каналу становить 5800 м/с, у ближній зоні  3500 м/с. Тиск на фронті хвилі стиснення — 2000 МПа. При електричному розряді під дією високих температурних градієнтів виникають значні термопружні напруги, що також створюють ефект для обробки нафтового пласта. Ефективність електричного розряду посилюється під час накладання зовнішнього магнітного поля.
Метод створення багаторазових депресій з використанням струменевих апаратів УОС-1 успішно застосовується на родовищах України. Для його реалізації на насосно-компресорних трубах встановлюють пакер, а нижче нього монтують струменевий апарат. Подачею робочого агента до сопла струминного апарату створюють глибоку депресію у підпакерній зоні до значень менших гідростатичного тиску. Пласт витримують при необхідній депресії, після чого відновлюється гідростатичний тиск. Цикл повторюють багаторазово. Ефективність таких обробок становить 80 %, приймальність нагнітальних свердловин зростає у 1,5  3 рази, дебіт видобувних свердловин  у 1,5  2 рази.

#### Методи акустичного впливу
Розроблено технологію закачування води із застосуванням вихрових випромінювачів, впровадження яких навіть із малопотужними джерелами звуку (генераторами водяного тиску (ГВТ)) дозволяє не лише підвищити інтенсивність відбору нафти, а й збільшити нафтовіддачу пласта.
Добрі результати досягаються якщо перед спуском ГВТ у свердловину здійснюється промивання привибійної зони. В іншому випадку перемінна акустична дія призводить до ще більшої кольматації привибійної зони пласта.
Найвищий ефект забезпечується при акустичній дії як у нагнітальних, так і у добувних свердловинах. Невеликі пульсації тиску при відборі рідини сприяють інтенсивнішому виносу механічних частинок із пласта, а отже, поліпшенню його проникності.
Добрі результати отримують при багаточастотному акустичному впливі. Так, при використанні двох випромінювачів з близькими частотами у пласті виникає акустична хвиля різницевої частоти, яка глибоко проникає у пласт.
Ефективність впливу акустичних полів визначається виникненням додаткового градієнта тиску у пористому середовищі. Комплекси геофізичних та гідродинамічних досліджень до та після акустичного впливу показали, що у результаті АВ збільшується робоча товщина пласта, зростає її продуктивність, полегшується освоєння свердловин.
Акустичні установки призначені для обробки привибійної зони нафтогазовидобувних свердловин з метою:
 підвищення дебіту видобувних та приймальності нагнітальних свердловин;
 обробки привибійної зони; підвищення віддачі продуктивних пластів;
 профілактичного попередження утворення та руйнування парафінових, смолисто-асфальтенових, гідратних, сольових та інших відкладень на внутрішній поверхні НКТ і трубопроводів;
 поліпшення гідродинамічних параметрів багатофазних потоків у НКТ і трубопроводах.
Радіус ефективного акустичного впливу на привибійну зону оцінюється приблизно в 30  40 м залежно від глибини занурення (статичного тиску, гідроакустичних параметрів навколишнього рідкого середовища, що передає вплив у пласт; геофізичних параметрів пласта, відсоткового вмісту нафти у ньому).
Вплив на привибійні зони пластів із метою підвищення дебіту свердловин може здійснюватися за допомогою одночасного впливу акустичного поля та хімічно активних речовин. При цьому ефективність впливу хімічних реагентів на пласт різко зростає.
При акустичному впливі на низьких частотах 1,3  2,5 кГц різко зростає глибина проникнення у пласт. Її значення збільшується як квадрат відношення робочих частот (як мінімум у 25  100 разів). Завдяки підвищенню потужності випромінювання зона ефективної дії збільшується пропорційно.
Підвищення акустичної потужності, що випромінюється, особливо за наявності високого тиску, призводить до появи великої кількості додаткових ефектів взаємодії акустичних полів із рідким середовищем.
Внаслідок впливу акустичними полями на ПЗП виникають наступні ефекти:
 розкольматування ПЗП;
 збільшення проникності ПЗП;
 подрібнення кольматантів, включаючи результати взаємодії хімічних реакцій;
 створення дрібнодисперсної однорідної емульсії з подрібнених кольматантів і флюїду з розчиненим газом, що полегшує винесення кольматанту;
 підвищення температури флюїду на гирлі.
У газоконденсатних і нафтових свердловинах із великим газовим фактором густина флюїду змінюється у широких межах, що значно знижує ефективність акустичного впливу.
Ефективна дія акустичного випромінювача на привибійну зону пласта можлива лише за наявності рідкого середовища густиною
ρ > 400  500 кг/м3, що передає акустичні коливання на пласт. При сильному барботажі у нафтових свердловинах густина флюїду різко падає, а наявність газових бульбашок знижує потужність акустичних коливань. У цьому разі доцільно зупинити свердловину та забезпечити наявність рідкого середовища необхідної густини природним чи примусовим чином в інтервалі установки випромінювача.
Підвищення потужності акустичного впливу значно збільшує віддачу продуктивних пластів на пізній стадії експлуатації.
Перспективним є використання комплексного вібромагнітного впливу на середовище. Результати застосування пристроїв диспергування з комплексним акустичним і магнітним впливом свідчать про прискорення процесів у 2  3 рази при одночасному різкому зменшення розмірів частинок диспергованих та емульгованих компонентів, збільшення гомогенності суміші та суттєвого підвищення стабільності у часі диспергованої або емульгованої суміші.
У світовій практиці отримали розвиток стаціонарні занурювальні свердловинні пристрої для магнітної обробки флюїду у потоці з метою запобігання відкладенням асфальтенів, парафінів, гідратів, солей та виникнення корозії у трубах. Механізм явища пов'язаний з магнітогідродинамічними процесами у рухомому напівпровідному електрично поляризованому середовищі у сильному магнітному полі. Результатом взаємодії середовища з магнітним полем є ослаблення міжмолекулярних зв'язків, гомогенізація суміші та суттєве зменшення можливості коагуляції твердих компонентів, що унеможливлює утворення відкладень та їх часткове руйнування.
У газоконденсатних і нафтових свердловинах з великим газовим фактором густина флюїду змінюється у широких межах, що знижує ефективність високочастотної акустичної дії. Застосування вібродії забезпечує позитивний ефект у широкому діапазоні густин флюїду (до 1 500 кг/м3).

### Інтенсифікація видобутку газу за допомогою вибухових речовин
Найефективнішим способом отримання припливу газу по всій розкритій товщині пласта є використання вибухових речовин. При вибуховому способі інтенсифікації розширення та утворення нових тріщин відбувається під дією газів, причому швидкість цього процесу визначається швидкістю детонації та поширення вибухової хвилі.
Сучасний розвиток техніки дозволяє проводити вибух у пласті, використовуючи пульпоподібні рідкі вибухові речовини. Завдяки консистенції таких речовин, їх можна закачувати безпосередньо у тріщини пласта та робити детонацію. Така технологія забезпечує вплив як на привибійну зону, так і в цілому на пласт.

#### Розрив пласта тиском порохових газів
Застосування різних за масою порохових зарядів, залежно від глибини оброблюваного інтервалу, дозволяє створювати у свердловині тиск, який дорівнює повному гірському або перевищує його, що забезпечує умови для утворення нових чи розширення існуючих тріщин. Тиск у камері апарату АСГ-105К, в якому відбувається згоряння заряду, залежить від діаметра критичного перерізу сопла та ефективної температури заряду.
Апарат АСГ-105К спускається у свердловину на броньованому каротажному кабелі. Він дозволяє проводити розрив пласта у частково або повністю заповнених рідиною свердловинах глибиною до 3500 м, закріплених обсадною колоною внутрішнім діаметром від 122 мм, при температурах у зоні розриву до 373 К.
Апарат АСГ-105К для проведення робіт із розриву пласта рекомендується застосовувати у свердловинах, продуктивні пласти яких складені: щільними тріщинуватими вапняками з низькою загальною пористістю 4 %; неглинистими пористими (15 %) вапняками; доломітизованими і вертикально-тріщинуватими породами; вапняками однорідними низькопроникними із середньою первинною пористістю; доломітами, неглинистими пісковиками; пісковиками з прошарками алевролітів та глин за умови встановлення апарату проти піщаного пропластка.
При впливі пороховими газами у свердловині, в інтервалі продуктивного пласта, встановлюють пороховий заряд. При детонації пороху свердловинна рідина під впливом утворених газів витісняється у пласт, розширюючи природні тріщини.

#### Торпедування свердловин
Торпедування на газових промислах застосовують із метою збільшення припливу газу з продуктивного пласта, що експлуатується свердловиною з відкритим вибоєм. При цьому заряджену вибуховою речовиною (ВР) торпеду опускають у свердловину на задану глибину і підривають. В наслідок вибуху у породі утворюються тріщини, які розходяться в радіальному напрямку від свердловини, збільшуючи поверхню привибійної зони та полегшуючи умови припливу газу до свердловини.
При торпедуванні газових свердловин як ВР застосовуються нітрогліцерин і динаміт.
Кількість вибухової речовини в основному залежить від діаметра свердловини, яка піддається торпедуванню, потужності та міцності зони продуктивного пласта, ступеню ущільнення та потенційних можливостей ВР.
Щоб запобігти, у процесі вибуху торпеди, рух вибухової хвилі вгору стовбуром свердловини і зосередити потенціал вибуху у наміченому інтервалі, над торпедою створюють стовп рідини (нафти, води або глинистого розчину).
Торпеди зазвичай виготовляють діаметром на 20  25 мм менше діаметра експлуатаційної колони свердловини.
Перед спуском торпеди свердловину необхідно промити і одночасно прошаблонувати до глибини її спуску. Торпеду спускають у свердловину на трижильному каротажному кабелі вантажопід¬йомністю щонайменше 1 т. Швидкість спуску не повинна перевищувати 2 м/с. Глибину спуску торпеди у свердловину визначають за допомогою лічильника, розташованого біля гирла свердловини, та за мітками, які встановлюють на кабелі через кожні 40 або 50 м.
Основним недоліком торпедування є те, що після вибуху торпеди доводиться очищати вибій від обломків порід. Для більшого розширення порових каналів і тріщин у продуктивному пласті, складеному карбонатними породами, після торпедування необхідно провести солянокислотну обробку.
При проведенні торпедування і солянокислотної обробки дебіт газу збільшується набагато більше, ніж при проведенні лише одного з цих видів обробки.
У технічному проєкті на торпедування мають бути відображені наступні питання:
1) мета торпедування;
2) міцність та проникність породи привибійної зони;
3) глибина спуску торпеди;
4) тип вибухової речовини;
5) розрахунок величини заряду (вибухової речовини) торпеди та стовпа рідини (тип і густина рідини над торпедою);
6) конструкція, матеріал і розмір торпеди;
7) продуктивна характеристика свердловини (результати останнього дослідження).

#### Метод інтенсифікації шляхом створення об’ємного вибуху
Методи об'ємного вибуху ґрунтуються на штучному створенні у порах і порожнинах гірських порід градієнта тиску, достатнього для їх руйнування. З цією метою у поровий простір породи під тиском закачують рідку вибухову суміш або гримучий газ (H2 + O2, CH4 + O2 тощо) і створюють умови для їх вибуху безпосередньо у порах гірської породи. Механічна енергія розширення газу, яка виділяється у результаті реакції, головним чином впливає на стінки тріщин, міжзернових каналів, пор, тобто на найбільш ослаблені і найбільш схильні до руйнування ділянки породи. Об'ємний вибух повністю порушує зв'язність гірської породи, навіть не торкнувшись найміц¬ніших її ділянок. При цьому при підриві закачаних у поровий простір порід рідких або газоподібних ВР вибухає увесь об’єм гірської породи.
Вибіркова дія рідких і газоподібних ВР на ослаблені зони, тріщини, деформації дозволяє:
1) підвищити коефіцієнт корисної дії вибухових речовин, різко зменшити їх необхідну кількість;
2) домогтися різкого ослаблення зайвої вибухової хвилі як у гірських породах, так і в повітрі і, отже, підвищити безпеку та технологічність вибухових робіт.
Використання рідких і газоподібних ВР повністю піддається автоматизації вибухових робіт у свердловинах. Кількість циклів закачуванняпідрив не обмежена і обумовлена лише потребами робіт із впливу на пласт, при цьому досягається ефективне руйнування гірських порід.
Змішування вибухових інгредієнтів з метою безпеки можна проводити безпосередньо перед закачуванням у пласт. При роботі у породах з різними механічними властивостями, пористістю і проникністю, силу вибуху і ефективність руйнування можна регулювати: 
а) зміною тиску при закачуванні;
б) додаванням у вибухові суміші інертних розріджувачів, наприклад, СО2. Попереднє закачування води дозволяє локалізувати та посилити вплив об'ємного вибуху у потрібному місці та у необхідному напрямку.